# Johnny Hates Jazz
A Johnny Hates Jazz 1985-ben alakult brit szintipop/újhullámos együttes Londonból, melynek jelenlegi tagjai Clark Datchler és Mike Nocito. 1987 áprilisában váltak nemzetközileg is ismertté "Shattered Dreams" című dalukkal, további ismert dalaik még az "I Don't Want to Be a Hero", a "Turn Back the Clock", a "Don't Say It's Love" és a "Turn the Tide", mind a 80-as évek végéről.
Az együttes 1993 és 2008 között szüneteltette működését.

## Tagok

### Jelenlegi tagok
- Clark Datchler (született 1964. március 27., Surrey, Anglia) – énekes, billentyűs hangszerek, gitár (1986–1988, 2009–)
- Mike Nocito (született 1963. augusztus 5., Wiesbaden, Nyugat-Németország) – basszusgitár (1986–1992, 2009–)

### Korábbi tagok
- Calvin Hayes (született 1962. november 23., London) – billentyűs hangszerek, dobok (1986–1992, 2009–2010)
- Phil Thornalley (született 1960. január 5., Suffolk, Anglia) – énekes (1988–1992)

## Diszkográfia

### Stúdióalbumok
- Turn Back the Clock (1988)
- Tall Stories (1991)
- Magnetized (2013)
- Wide Awake (2020)